# Claudia Fragapane
Claudia Fragapane est une gymnaste artistique britannique, née à Bristol le 24 octobre 1997.

## Palmarès

### Championnats du monde
- Nanning 2014
  - 5e au saut de cheval
  - 6e au concours général par équipes
  - 8e au sol
  - 10e au concours général individuel

- Glasgow 2015
  -  médaille de bronze au concours général par équipes
- Montréal 2017
  -  Médaille de bronze au sol

### Championnats d'Europe
- Sofia 2014
  -  médaille d'argent au concours par équipes
  - 6e au saut de cheval
  - 8e au sol

- Montpellier 2015
  -  médaille d'argent au sol
  - 4e à la poutre
  - 6e au saut de cheval
  - 6e au concours général individuel

- Berne 2016
  -  médaille d'argent au concours par équipes

- Cluj-Napoca 2017
  - 7e au sol
  - 8e à la poutre